# گورنگا ورانگسکا
گورنگا ورانگسکا (به صربی: Gornja Vranjska) یک منطقهٔ مسکونی در صربستان است که در شاباتس واقع شده‌است. گورنگا ورانگسکا ۱٬۵۸۲ نفر جمعیت دارد.